# 波默倫-蘇佩納姆區
波默倫-蘇佩納姆區（第二區）是圭亞那的10個行政區之一，位於該國北部，首府設施安娜女王村，北鄰大西洋，東毗埃塞奎博群島-西德梅拉拉區，南臨庫尤尼-馬扎魯尼區，西接巴里馬-瓦伊尼區，面積6,195平方公里，2002年人口49,253。